# 竹北二堡
竹北二堡，是台灣北部自清治時期至日治初期的一個行政區劃，其範圍包括今桃園市的大園區中西部、觀音區全部、中壢區西部、新屋區全部、楊梅區大部分地區，以及新竹縣的新豐鄉全部、竹北市西北部、湖口鄉全部、新埔鎮中北部、關西鎮全部。
竹北二堡西邊及北邊瀕臨台灣海峽，東邊為桃澗堡及蕃地，南邊為竹北一堡。

## 管轄街庄
竹北二堡共轄133個街庄：
- 今大園區境內：大坵園庄、內海墘庄、田心仔庄、照鏡庄、橫山庄、埔心庄、五塊厝、許厝港庄、雙溪口庄、沙崙庄、大牛稠庄、圳股頭庄
- 今觀音區境內：石觀音庄、茄苳坑庄、大潭庄、三座屋庄、坑尾庄、坡藔庄、白沙墩庄、樹林仔庄、新陂庄、下大堀庄、崙坪庄、上大堀庄、苦練腳庄、草漯庄、塔仔腳庄、下青埔庄
- 今中壢區境內：大崙庄、過嶺庄
- 今新屋區境內：新屋庄、北勢庄、石磊仔庄、東勢庄、社仔庄、番婆庄、埔頂庄、九斗庄、上青埔庄、犁頭洲庄、大坡庄、十五間庄、後庄、槺榔庄、蚵殼港庄、笨仔港庄、大牛欄庄、崁頭厝庄、下田心仔庄、石牌嶺庄
- 今楊梅區境內：楊梅壢庄、水尾庄、頭湖庄、三湖庄、上四湖庄、水流東庄、崩坡庄、秀才窩庄、大平山下庄、草湳陂庄、矮坪仔庄、頭重溪庄、老坑庄、二重溪庄、大金山下庄、伯公崗庄、員笨庄、下陰影窩庄、上陰影窩庄、上田心仔庄
- 今關西鎮境內：水坑庄、茅仔埔庄、坪林庄、上橫坑庄、下橫坑庄、下南片庄、石崗仔庄、大旱坑庄、老焿藔庄、燥坑庄、上南片庄、拱仔溝庄、牛欄河庄、三墩庄、十藔庄、湳湖庄、湖肚庄、十六張庄、老社藔庄、石門庄、新城庄、苧仔園庄、鹹菜硼街、店仔崗庄
- 今新埔鎮境內：五份埔庄、四座屋庄、樟樹林庄、旱坑仔庄、田新庄、枋藔庄、新埔街、大平窩庄、打鐵坑庄、汶水坑庄、鹿鳴坑庄、照門庄、大坪庄、大茅埔庄
- 今新豐鄉境內：福興庄、青埔仔庄、後湖庄、崁頭庄、中崙庄、新庄仔庄、紅毛港庄、員山庄、坑仔口庄
- 今湖口鄉境內：崩坡下庄、北窩庄、 長崗嶺庄、大湖口庄、糞箕窩庄、羊喜窩庄、上北勢庄、下北勢庄、和興庄、德盛庄、波羅汶庄、番仔湖庄、鳳山崎庄、坪頂埔庄
- 今竹北市境內：大眉庄、貓兒錠庄